# Chrysopilus tuckeri
Chrysopilus tuckeri är en tvåvingeart som beskrevs av Mario Bezzi 1929. Chrysopilus tuckeri ingår i släktet Chrysopilus och familjen snäppflugor. Inga underarter finns listade i Catalogue of Life.